# Dieter Maaß
 Dieter Maaß (* 7. März 1939 in Gelsenkirchen; † 7. Februar 2018 in Herne) war ein deutscher Politiker (SPD) und Bundestagsabgeordneter.

## Leben
Nach dem Besuch der Volksschule besuchte Maaß von 1954 bis 1957 eine Metallberufsschule, in der er eine Schlosserausbildung machte. Er war von 1961 an viele Jahrzehnte im Betriebsrat mehrerer Firmen. Er war ab 1954 Mitglied in der IG Metall und von 1975 bis 1990 Mitglied der IG Metall Ortsverwaltungen in Gelsenkirchen und Herne. Im Jahr 1957 trat Maaß der SPD bei, seit 1988 war er Mitglied des Unterbezirksvorstandes der SPD Herne und seit 1990 Vorsitzender des SPD-Unterbezirks Herne. Von 1984 bis 1990 war er auch Mitglied des Rates der Stadt Herne. Im Jahr 1990 wurde Maaß im Wahlkreis Herne in den deutschen Bundestag gewählt, dem er bis 2002 angehörte.